# 小坂川 (秋田県)
小坂川（こさかがわ）は、秋田県鹿角郡小坂町から鹿角市十和田を流れる米代川水系大湯川支流の一級河川である。

## 地理
秋田県鹿角郡小坂町の北部山地（白地山など）に源を発して南へ流れ、鹿角市十和田瀬田石地区で大湯川に合流する。余路米沢の上流には黒森がある。
流域には小坂鉱山を含めて多数の鉱山が分布している。
小坂川支流の荒川川には、日本の滝百選に選定されている七滝がある。更に上流へ向かうと、十和田八幡平国立公園の十和田湖地区に至る。

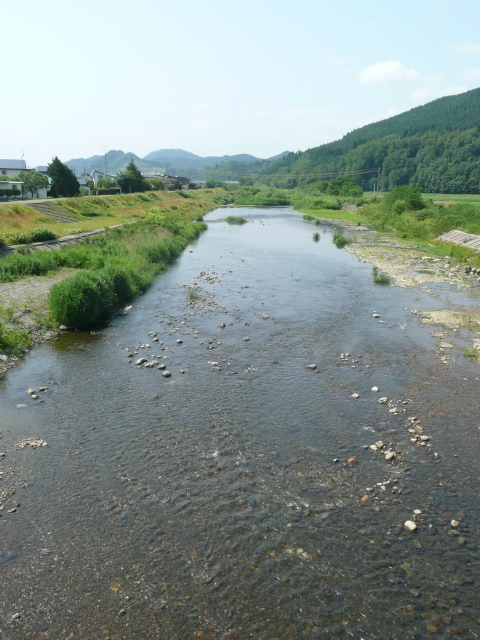
小坂町の白鳥飛来地付近